# Gässjön, Halland
Gässjön är en sjö i Hylte kommun i Halland och ingår i Ätrans huvudavrinningsområde.